# Maria Persson Gulda
Maria Christina Margareta Persson Gulda, född 29 maj 1983 i Helsingborg, är en svensk teknisk fysiker.
Maria Persson Gulda är dotter till tidigare vd:n Hans Persson på Halmstads Järnverk och revisorn Britt-Marie Gulda. Hon växte upp i Halmstad
Maria Persson Gulda utbildade sig 2002–2006 inom teknisk fysik och ekonomi på University of Colorado i USA med en kandidatexamen och var professionell golfspelare i USA under något års tid. Hon studerade därefter från 2007 på Harvard University i Cambridge i USA med en masterexamen 2009 och en disputation i tillämpad fysik med inriktning på metalliska materiel 2013. Hon arbetade därefter 2013–2017 på McKinsey i  New York och sedan i Stockholm. Maria Persson Gulda lämnade McKinsey som partner för att 2020 bli teknikchef och projektledare för H2 Green Steel. Hon blev Årets Stjärnskott på Dagens industris lista av Näringslivets Mäktigaste Kvinnor 2022 och valdes in som ledamot av Kungliga Ingenjörsvetenskapsakademien 2023.